# Kristofers
Kristofers är en trebyggd hälsingegård i Stene utanför Järvsö i Hälsingland. Gården är en av de sju Hälsingegårdar som sedan 2012 finns med på Unescos lista över världsarv. Kristofers är i privat ägo med ett aktivt jord- och skogsbruk. Gården som har anor sedan 1500-talet har legat i byns utkanter sedan tidigt 1800-tal och utmärker sig genom dess många rum med välbevarad interiör, målade av Anders Ädel. Namnet har den fått efter Kristofer Persson, en skattebonde som drev gården under sent 1600-tal.

## Exteriör
Den nuvarande vinkelformade "gäststugebyggnaden" byggdes 1807 och har inte genomgått några större utvändiga förändringar sedan dess. Brokvisten är i typisk Järvsöstil och ytterdörrens handtag är handsmitt. På 1880-talet rev man sedan det gamla bostadshuset och byggde nytt på det gamla husets plats mittemot gäststugebyggnaden.

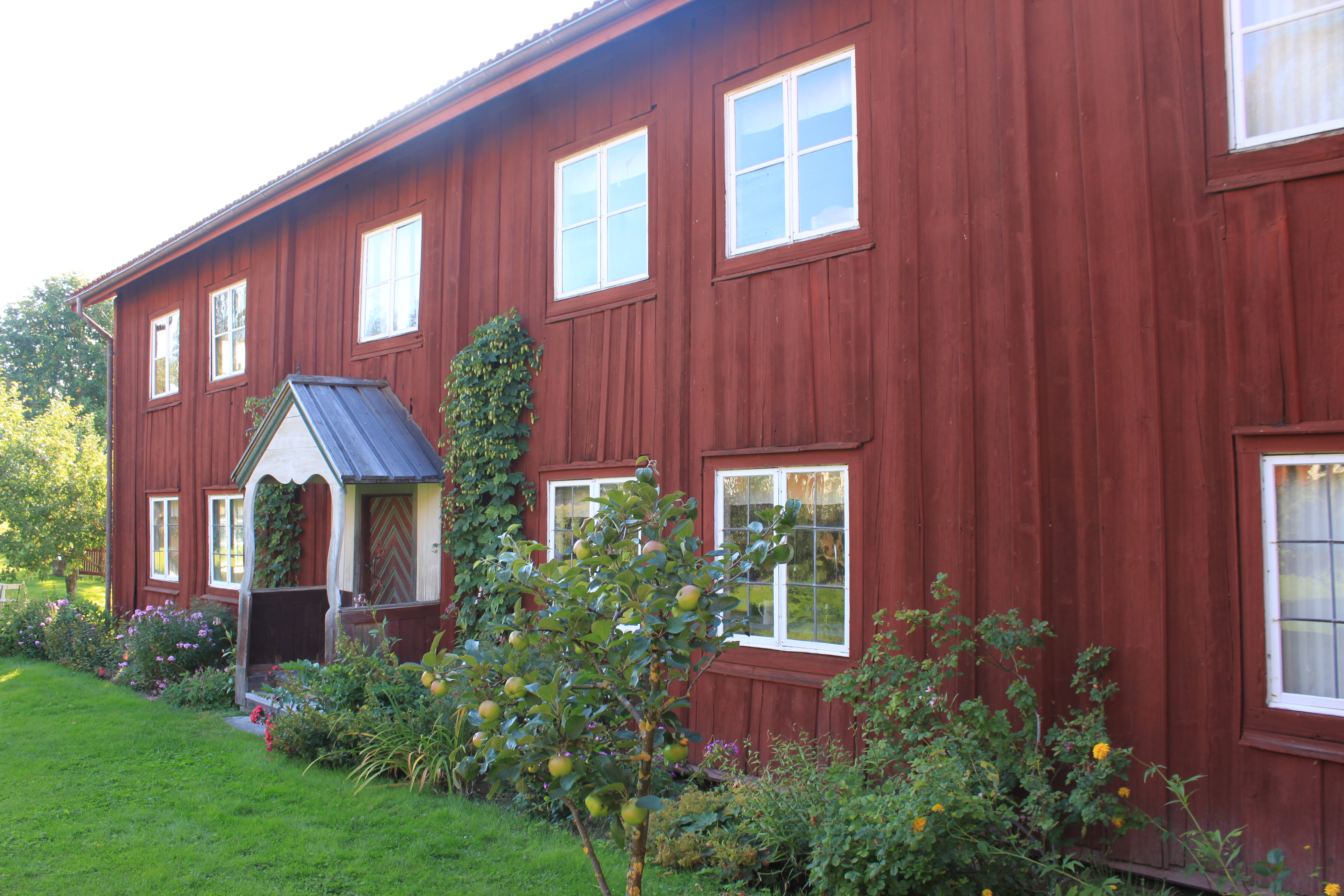
Gäststugebyggnaden
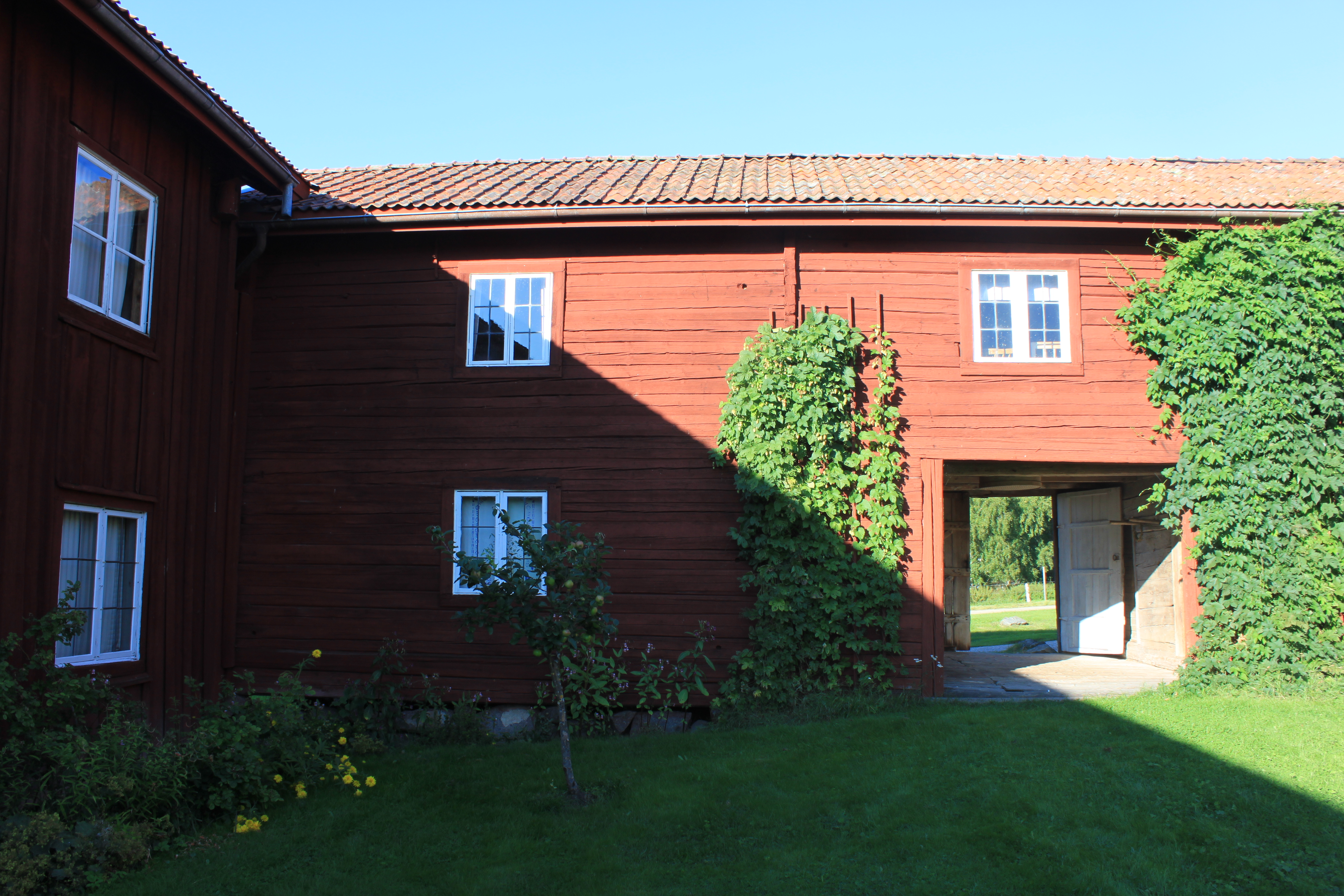
Passagen från gårdstunet sett
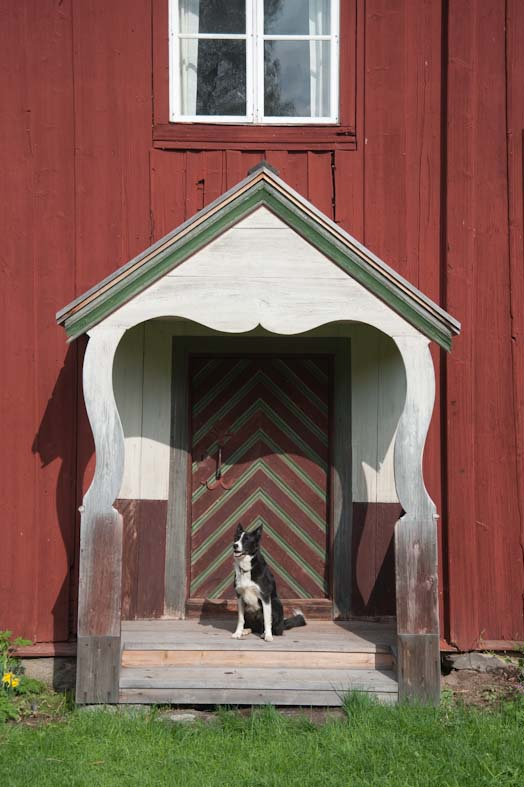
Järvsöbrokvisten och besökare
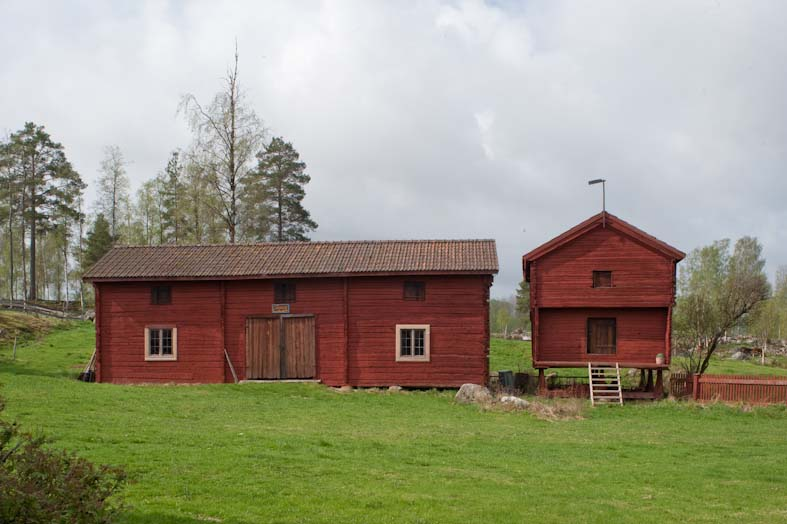
Ladugård och härbre

## Interiör
Gäststugan dekorerades invändigt på 1850-talet av allmogemålaren Anders Ädel, vilket ger ett enhetligt helhetsintryck samtidigt som färger och tekniker varierats från rum till rum. Arbetena i förstugan är en enklare form av schablonmåleri, medan rummen längre in har bevärdigats sirligare och mer utstuderade kreationer. I rummet på ena sidan farstun har väggarna målats mörkrosa med schablonmålade urnor, kvadrater och stjärnor som dekoration. Det blåmålade Järvsöskåpet från 1800-talet pryds av blomsterdekorationer och vitt molnformat mönster.
Det finaste rummet ligger på andra sidan av farstun, kantas av väggfasta bänkar och går under namnet "herrstugan". Här finns genomarbetade landskapsbilder avdelade av målade kolonner med hängande blå och röda draperier. Ett guldkors får markera salens hedersplats. Fönster och dörröverstycken pryds av barrträd och krukväxter. Stildragen känns igen från samtida måleriarbeten bland Ljusnans övre dalgångar som gärna tog influenser från barockens kyrkomålningar. Samtidigt tog ädel inspiration från den lokala floran i urvalet av blommor.

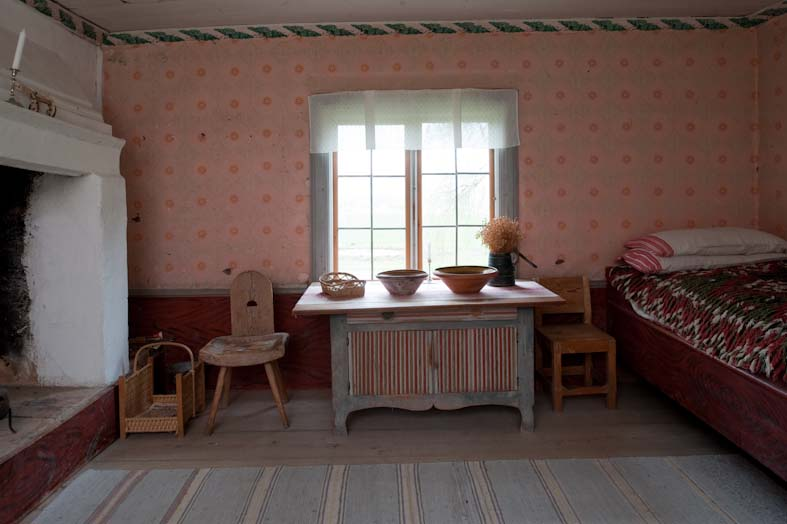
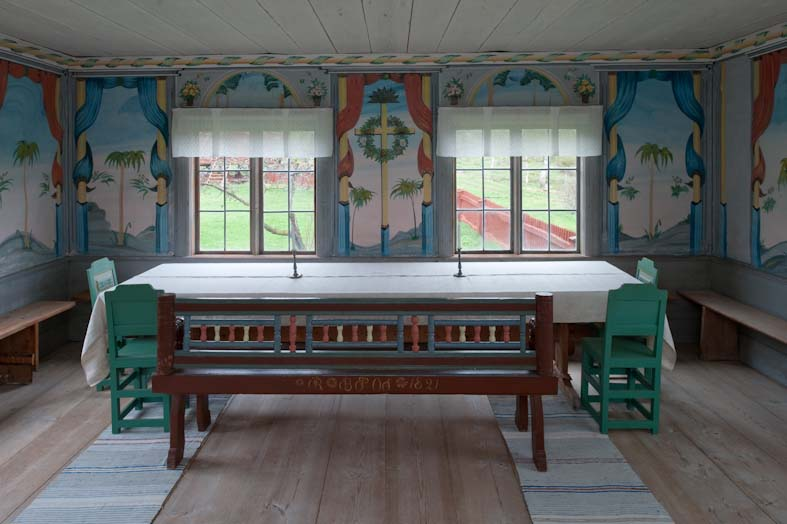
Herrstugan
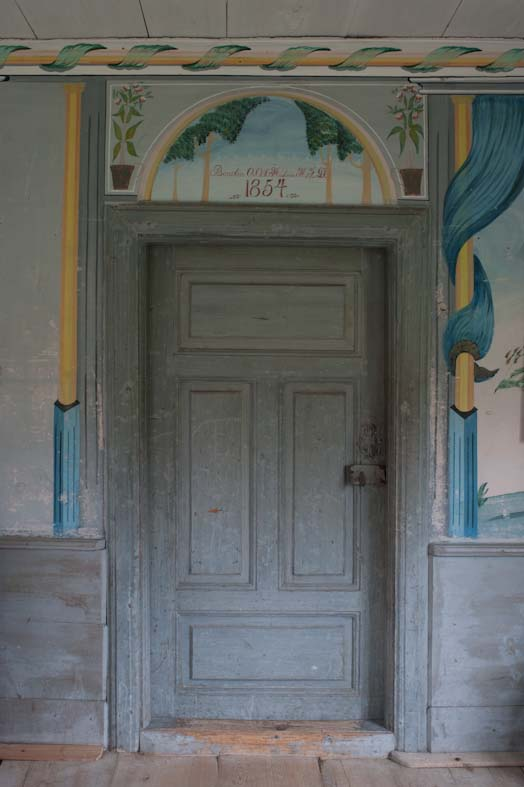
Dörröverstycket daterat till 1854
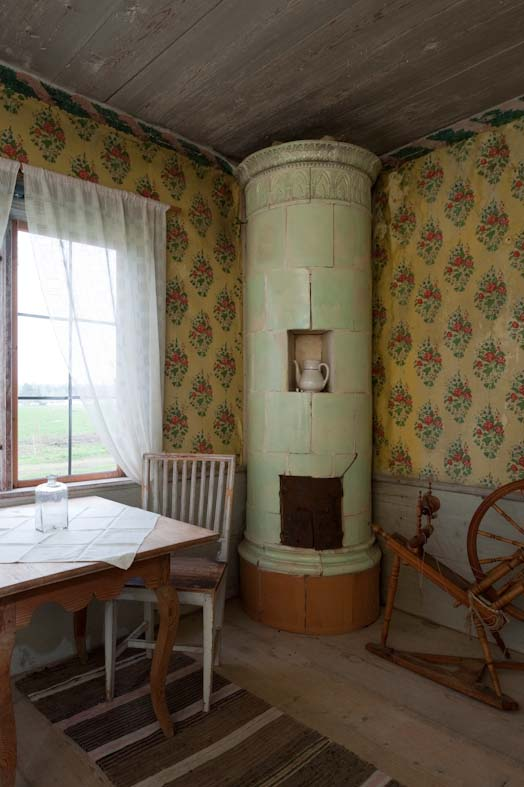
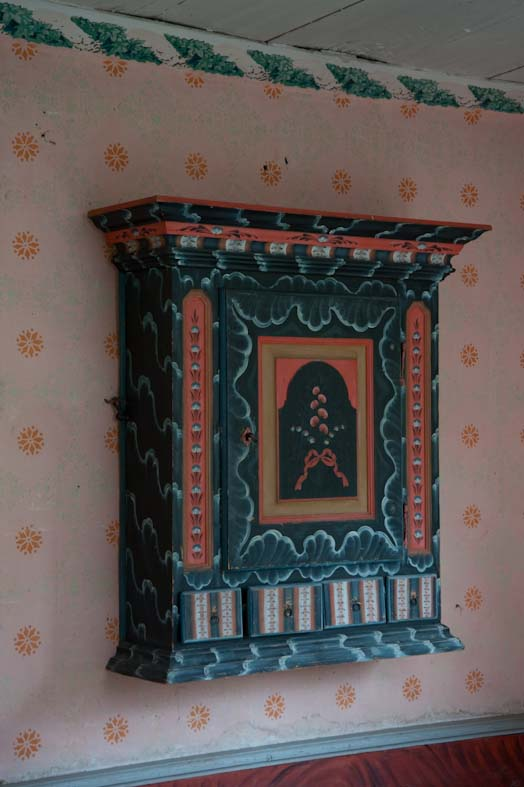
Det blåa Järvsöskåpet